# Lista de membros correspondentes da Academia Brasileira de Ciências empossados em 2021
Esta lista contém os nomes dos membros correspondentes da Academia Brasileira de Ciências empossados em 2021.
| Imagem | Nome                  | Datas de nascimento e falecimento           | Local de nascimento | Área de especialização | Alma mater | Data de posse         | Conhecido por                               | Referências |
| ------ | --------------------- | ------------------------------------------- | ------------------- | ---------------------- | ---------- | --------------------- | ------------------------------------------- | ----------- |
|        | Angela Villela Olinto | 19 de janeiro de 1961                       | Boston, EUA         | Ciências Físicas       | PUC-RJ     | 01 de janeiro de 2022 |                                             | [ 2 ]       |
|        | Thomas Lovejoy        | 22 de agosto de 1941 25 de dezembro de 2021 | Nova Iorque, EUA    | Ciências Biológicas    | Yale, EUA  |                       | Tamanho Mínimo Crítico para os ecossistemas | [ 3 ]       |